# 洛夫蘭
洛夫蘭是位於克羅埃西亞伊斯特拉地區的一個城鎮。據2011年人口普查，洛夫蘭有人口4101人。
洛夫蘭是伊斯特拉半島東海岸最古老的居民點之一。

## 外部連結
- Official pages （页面存档备份，存于）
- Tourism Association for the City of Lovran
- www.itm.hr - About Lovran